# Labdamedence

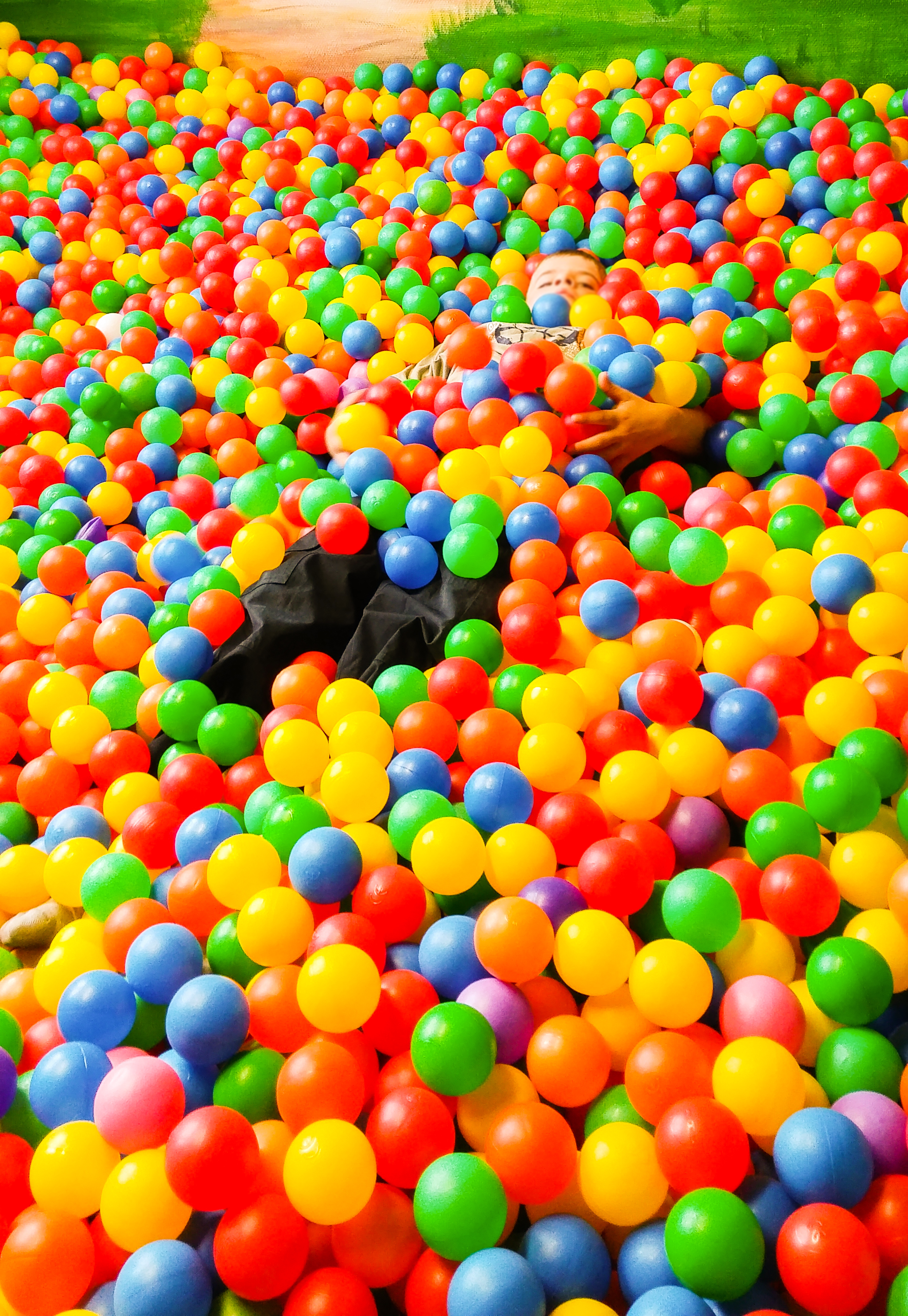
Gyerek egy labdamedencében

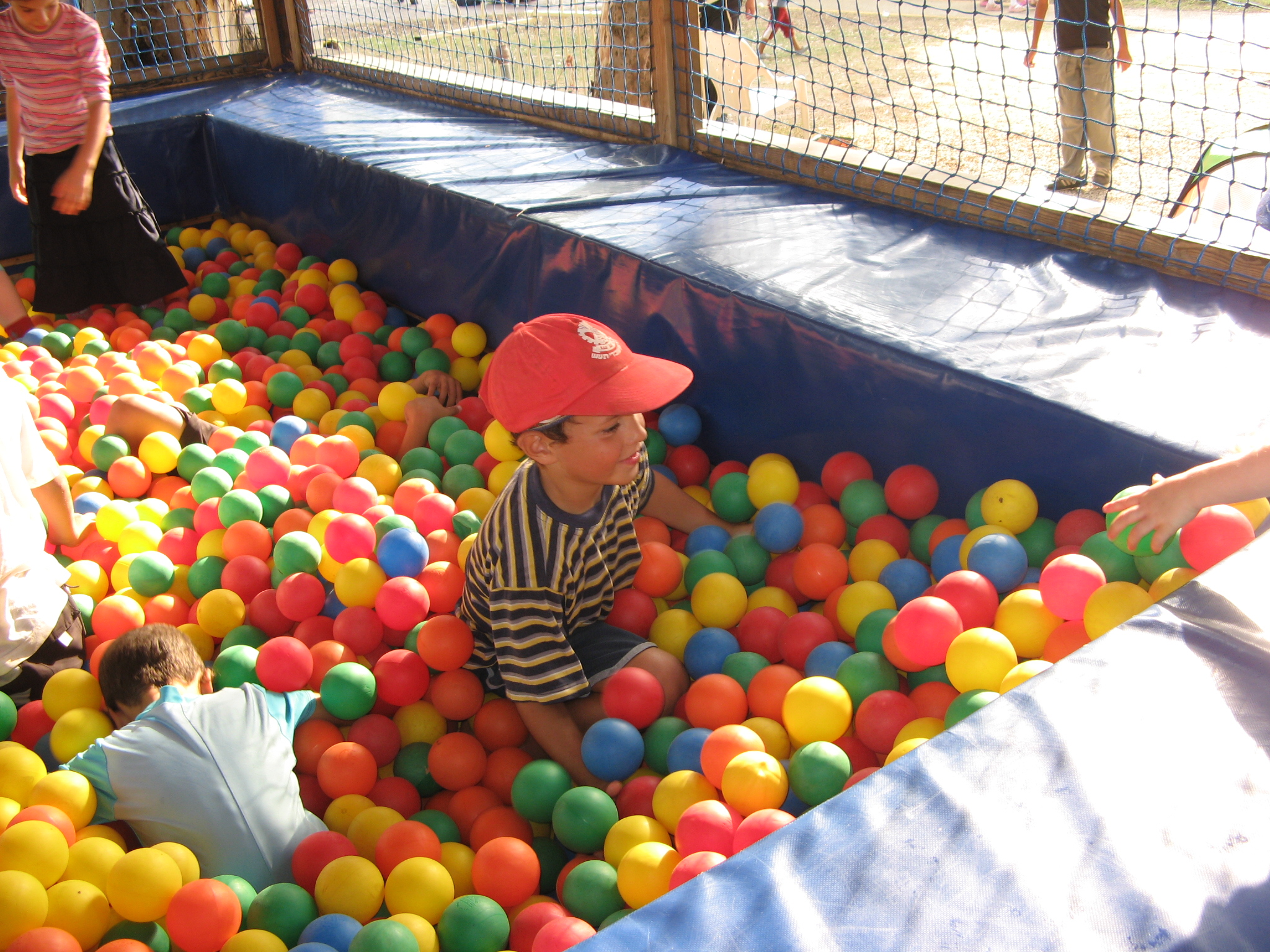
Gyerek játszik egy labdamedencében

A labdamedence (játszómedence néven is ismert) egy párnázott, vagy puha szivacsfallal körülvett medence, tele színes, könnyű, üreges, kb. 7 cm átmérőjű műanyag golyókkal. Golyók helyett más, gömb alakú tárgyak, például léggömbök is használhatók a medence megtöltésére. Általában szórakoztatási és fejlesztési céllal használják. 

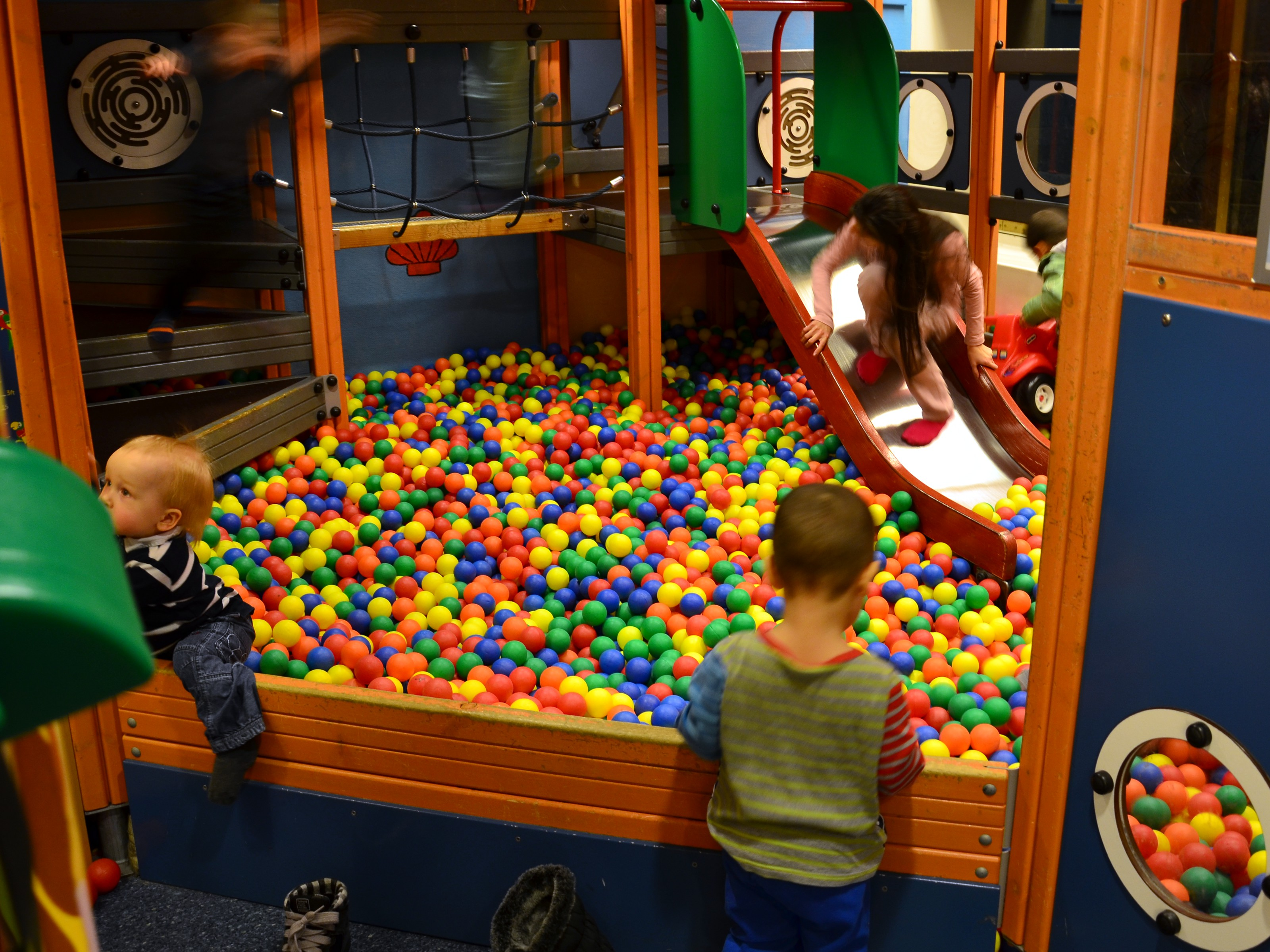
A labdamedence egy nagyobb játszóház részeként

A labdamedencék gyakran megtalálhatók játszóházakban, mert a kisebb és nagyobb gyerekek egyik kedvenc játéka. 
Miután a labdamedencék a játszóházak egyik legnépszerűbb játékává váltak, így az utóbbi években egyre inkább elterjedt az otthoni változata is. Sokan születésnapi bulikba, zsúrokba bérelnek nagyobb labdamedencét, de kisebb labdamedencék már otthonra is beszerezhetők. 
Az otthoni labdamedencéket sokszor csúszdákkal kombinálják, a lecsúszó gyerekek így nem a földre, hanem a labdákkal töltött medencékbe érkeznek. 

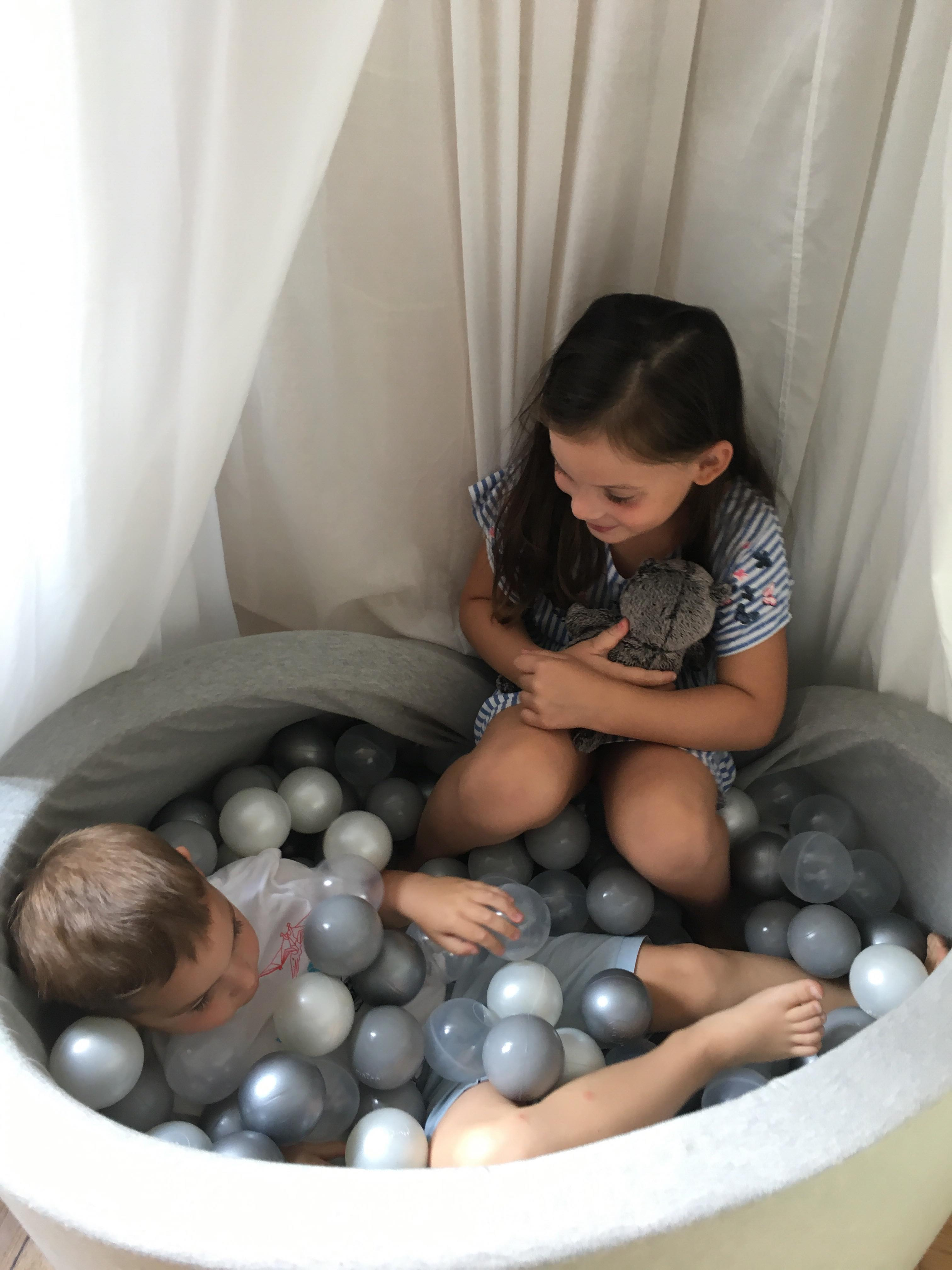
Nagylány és kisfiú játszik egy világosszürke Misioo labdamedencében

## Történet
1976-ban Eric McMillan készítette a világ első labdamedencéjét a SeaWorld Captain Kids Worldben San Diegóban, az Ontario Place-i tapasztalatának eredményeként.

## Fordítás
Ez a szócikk részben vagy egészben  a   Ball pit című angol Wikipédia-szócikk ezen változatának fordításán alapul.  Az eredeti cikk szerkesztőit annak laptörténete sorolja fel. Ez a jelzés csupán a megfogalmazás eredetét és a szerzői jogokat jelzi, nem szolgál a cikkben szereplő információk forrásmegjelöléseként.

## Kapcsolódó szócikk
- Játszótér